# Friedenskirche (Ruhbank)

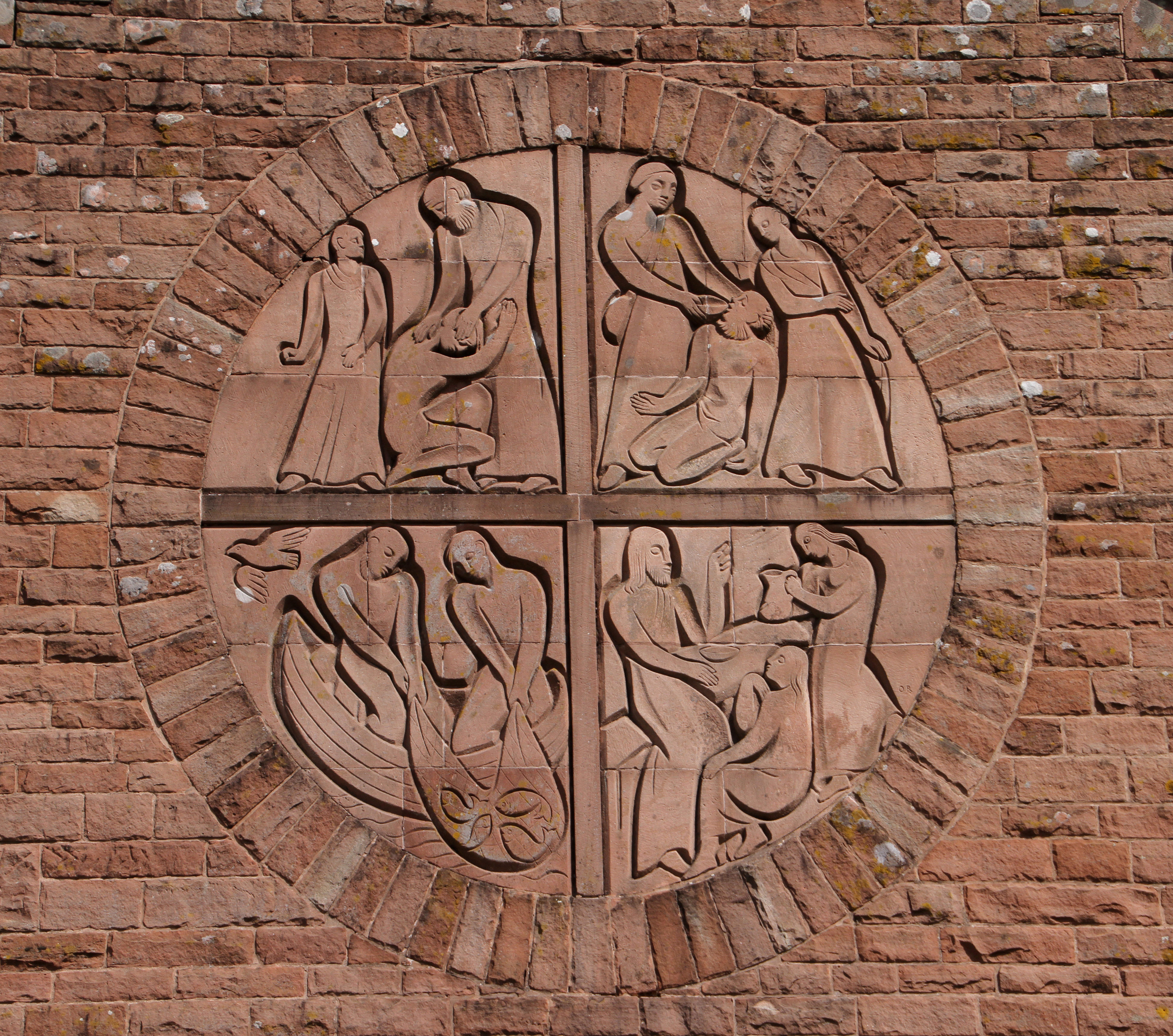
Kreisfeld in der Eingangsfassade

Die Friedenskirche ist ein Bauwerk im Pirmasenser Stadtteil Ruhbank. Sie ist eines der drei Kirchengebäude der Friedenskirchengemeinde Pirmasens, die zum Dekanat Pirmasens der Evangelischen Kirche der Pfalz gehören, und steht unter Denkmalschutz.

## Lage
Die Kirche befindet sich in Ruhbank in der Kirchstraße und trägt die Hausnummer zwei. In unmittelbarer Nachbarschaft liegt südwestlich die Grundschule Ruhbank-Erlenbrunn.

## Geschichte
Baubeginn der Kirche war um 1950. Eröffnet wurde sie 1957. Seit 2006 gehört sie zusammen mit der protestantischen Friedenskirche in Erlenbrunn und der protestantischen Kirche in Niedersimten zur Friedenskirchengemeinde Pirmasens.

## Architektur
Bei der Kirche handelt es sich um einen vierachsigen Saalbau. In der Eingangsfassade ist ein großes Kreisfeld mit Reliefdarstellungen angebracht. Zum Ensemble gehört außerdem ein freistehender Glockenturm, der 2011 entstand und vier Glocken von Friedrich Wilhelm Schilling enthält. Der ursprüngliche Turm entstand 1960 und musste 2007 aufgrund von Baufälligkeit abgerissen werden.